# Edgeøya
Edgeøya, là một hòn đảo không có người ở của Na Uy, nằm ở đông nam quần đảo Svalbard; đây là đảo lớn thứ ba của quần đảo này. Edgeøya là một hòn đảo thuộc vùng Bắc Cực, là một phần của khu bảo tồn thiên nhiên Søraust-Svalbard, là nơi sinh sống của gấu trắng Bắc Cực và tuần lộc. Mặc phía đông của đảo bị bao phủ bởi băng nguyên. Hòn đảo có diện tích 5.073 kilômét vuông (1.960 dặm vuông Anh). Hòn đảo được đặt tên theo Thomas Edge (mất năm 1624), một thương nhân và nhà săn bắt cá voi người Anh. Ngày nay, hòn đảo hiếm khi được ghé thăm.